# シャンチー (歌手)
シャンチー（1981年2月17日 - ）は、日本で活動していた女性歌手。中国北京出身。

## 概要
中国と日本のクォーター。中国語（北京語）と日本語をしゃべれるバイリンガルでもある。
オーディションにより選ばれ、テレビアニメ『星のカービィ』の前期オープニングテーマ曲および前期エンディングテーマ曲を2001年10月6日から2003年2月22日まで担当した。2001年11月3日にはテレビアニメ『星のカービィ』テーマソングを収録したシングル『星のカービィ テーマソング』でカービィレコード（インディーズレーベル）よりCDデビューした。以降は主だった活動はしていない。
『月刊コロコロコミック』2002年3月号では生年月日と出身の他に、ソウル・ポップ系の曲に才があるということを明らかにしている。

## 楽曲
- カービィ★マーチ（CBC・TBS系アニメ『星のカービィ』前期オープニングテーマ）
- きほんはまる（同アニメ前期エンディングテーマ）